# Di Cionistisze Woch
«Di Cionistisze Woch» (їд. די ציוניסטישע וואָך, укр. Сіоністський тиждень) — львівський тижневик мовою їдиш, виходив у 1931–1938 роках.
Орган Виконавчого комітету Крайової сіоністської організації у Східній Галичині, трибуна Всесвітнього загальносіоністського руху.
Відповідальний редактор і власник А. Ступ. Видання друкували в друкарні Фрідмана у Львові. Газета виходила мовою їдиш, повідомляла про економічне та культурне життя Палестини. «Di Cionistisze Woch» розповсюджували не тільки серед євреїв Польщі, а й закордоном, зокрема в Палестині.